# Crema aranesa
La crema aranesa són unes postres típiques de la Vall d'Aran que consisteixen en un plat de crema perfumada amb vainilla i a la qual es posen per damunt les clares batudes i ensucrades. La base de crema és "idèntica" a la crema catalana, amb l'única diferència que la catalana tradicionalment sol aromatitzar-se amb canyella i escorces de cítrics.
A més de la vainilla, la idea d'aprofitar les clares d'aquesta manera és d'influència francesa, on existeixen unes postres semblants, l'illa flotant. L'illa flotant, però, es diferencia de la crema aranesa en el fet que se serveix en un bol i que la crema de l'interior és molt més líquida, més a prop d'una crema anglesa, a més que de vegades està feta amb algun ou sencer, a part dels rovells. En la crema aranesa, que en qualsevol cas no es crema, les clares muntades pel damunt no són obligatòries.